# DIK 1-1

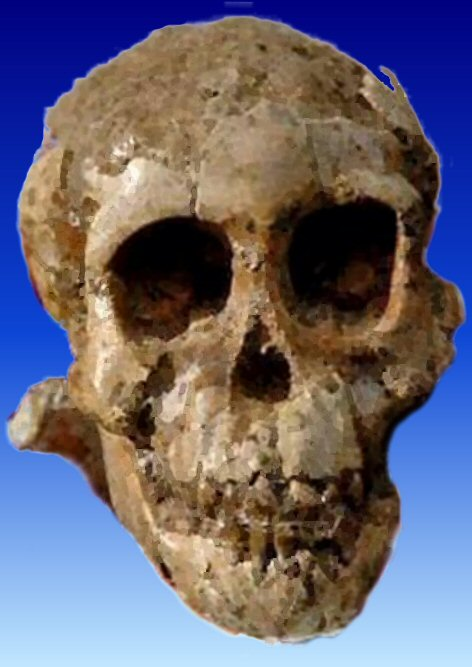
DIK 1-1 oder „Selam“

DIK1-1 ist die wissenschaftliche Bezeichnung für das fossile Skelett eines weiblichen Kleinkinds von Australopithecus afarensis, das aufgrund seines außergewöhnlich guten Erhaltungszustands weit reichende Einblicke in das Verhalten dieser frühen Vormenschenart gewährt. Es wird von seinem Entdecker auch Selam („Friede“) genannt und im englischen Sprachbereich nach dem Fundort Dikika in Äthiopien als Dikika Girl oder Dikika Baby („Mädchen von Dikika“) bezeichnet. Gut erhaltene Kinderskelette waren zuvor, abgesehen vom Schädel des Kindes von Taung (eines Australopithecus africanus) und einigen, teilweise deformierten Fragmenten, nur vom Neandertaler-Fund aus der Höhle von Dederiyeh (Syrien) bekannt.

## Der Fund

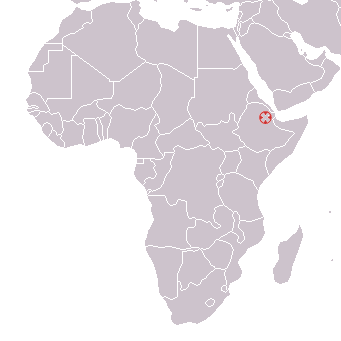
Fundstelle des Australopithecus afarensis

Am 10. Dezember 2000 hatten Zeresenay Alemseged (damals Postdoc an der Arizona State University) und sein Begleiter Tilahun Gebreselassie von der äthiopischen Antiquitätenbehörde in der Region Dikika (nordöstliches Äthiopien) erste Schädelfragmente des gut erhaltenen, ungefähr dreijährigen, weiblichen Individuums geborgen, dessen Alter aufgrund der Bodenbeschaffenheit mit 3,3 Millionen Jahren angegeben wird. DIK1-1 ist somit etwa 150.000 Jahre älter als die berühmte Lucy, deren letzte Ruhestätte nur ca. 10 km nördlich auf der anderen Seite des Flusses Awash lag. In den Grabungsperioden 2002 und 2003 wurde das Skelett durch zusätzliche Knochenfunde immer weiter vervollständigt. So konnte der komplette, bis auf zwei Zähne vollständig bezahnte Schädel samt versteinerter Innenabdrücke rekonstruiert werden, so dass auch Aussagen über die Oberfläche des Gehirns ermöglicht werden. Das Zungenbein wurde ebenso gefunden wie beide Schulterblätter, ferner große Teile der oberen Wirbelsäule im Bereich des Brustkorbs, alle Rippen, Teile eines Armes einschließlich eines Fingers, beide Kniescheiben, große Stücke der Schienbeine und ein kompletter Fuß. Es gilt daher als das bislang vollständigste Fossil der Art Australopithecus afarensis.
Erstmals publiziert wurde die Entdeckung der Forschergruppe um Zeresenay Alemseged vom Max-Planck-Institut für evolutionäre Anthropologie in Leipzig im September 2006.

## Die Analyse
Aus der Fundsituation schließen die Forscher, dass das Kind unmittelbar nach seinem Tod von Wasser weggespült, kurz darauf unter Sand begraben wurde und möglicherweise durch Ertrinken zu Tode kam. Seine Überreste wurden in einem zementartigen Sandsteinblock eingebettet und blieben so örtlich fixiert. Die Sandkörner wurden vom Entdecker in einer fünfjährigen, mehrere tausend Stunden umfassenden Geduldsarbeit einzeln mit Zahnarztwerkzeugen entfernt.
Der Schädel hat ein Volumen von ungefähr 275 bis 330 cm³ und gleicht insofern dem eines dreijährigen Schimpansen. Ein Unterschied zum Schimpansen-Schädel besteht aber darin, dass dieser im Alter von drei Jahren bereits 90 Prozent der Größe eines Erwachsenen aufweist; DIK1-1 hingegen besitzt erst zwischen 65 und 88 Prozent eines ausgewachsenen Australopithecus-Schädels und steht daher in dieser Beziehung den modernen Menschen näher als den modernen Menschenaffen. Das Volumen des Schädels im ausgewachsenen Zustand hätte den Forschern zufolge 375 bis 435 cm³ betragen.
Um das Lebensalter des Kindes bei seinem Tod zu bestimmen, wurde die Beschaffenheit seiner zum Teil noch nicht durchgebrochenen, zweiten Zähne mit der Bezahnung junger Schimpansen und junger Menschenkinder verglichen. Da jedoch die Entwicklungsgeschwindigkeit junger Australopithecinen bis heute kaum bekannt ist, war das zunächst auf diese Weise berechnete Alter – drei Jahre – Bernard Wood zufolge allenfalls eine näherungsweise Schätzung. Da die Zahnentwicklung bei Menschen und Menschenaffen vor der Geburt beginnt und während des Heranwachsens andauert, werden Entwicklungsgeschwindigkeit und -Zeit dabei fortwährend als Wachstumslinien im Zahnschmelz und Zahnbein gespeichert. Diese bleiben dort unverändert über Millionen von Jahren erhalten. Daher konnte mit hochauflösender Synchrotron-Mikrotomographie am European Synchrotron Radiation Facility (ESRF) in Grenoble das Sterbealter des Kindes viel genauer, mit 861 Tagen, ermittelt werden. Somit wurde das Kind nicht einmal zweieinhalb Jahre alt. Auch das Geschlecht des Kindes wurde durch den Vergleich seiner Zahnkronen mit den Zähnen erwachsener Australopithecinen bestimmt.
Vom Zungenbein, das in menschenähnlichen Fossilien nur ganz extrem selten erhalten geblieben ist (außer beim Dikika-Fund nur bei einem einzigen Neandertaler), erhoffen sich die Forscher Rückschlüsse auf die Artikulationsfähigkeit von Australopithecus. Einer ersten Analyse zufolge ähnelt es dem Zungenbein der Gorillas und nicht dem der Menschen.
Zwar fehlen beim „Mädchen von Dikika“, das von der Online-Ausgabe der Fachzeitschrift Nature als Lucy's baby bezeichnet wurde, das Becken sowie Teile des unteren Rückens und der Beine. Jedoch konnten die Leipziger Forscher – erstmals bei einem noch nicht ausgewachsenen Australopithecus – die Schulter, die Hand und die Bogengänge des Innenohrs untersuchen, d. h. Körperteile, die unmittelbar Auskunft geben können über die Körperbewegungen.
Das große Hinterhauptsloch, durch das hindurch sich der hinterste Gehirnteil zum Beginn des Rückenmarks erstreckt, ist deutlich stärker unterhalb des Schädels angeordnet als bei dreijährigen Affen, d. h. unterhalb des Schwerpunkts. Die Brustwirbelsäule besteht – wie bei den meisten späteren Hominini – aus 12 Wirbeln und nicht, wie bei den meisten Schimpansen, aus 13 Wirbeln.
Die noch erhaltenen Fuß- und Beinknochen bestätigten ebenfalls zweifelsfrei, dass auch ein junger Australopithecus zweibeinig, also aufrecht gehen konnte. Jedoch ähnelt das sehr gut erhaltene rechte Schulterblatt eher dem eines Gorillas als dem eines modernen Menschen und verweist darauf, dass DIK 1-1 noch häufig mit nach oben, über den Kopf hinweg gestreckten Armen gehangelt hat. Die Bogengänge des Innenohrs ähneln denen der Schimpansen, und auch der einzige erhaltene Finger weist längliche und gekrümmte Knochen auf, wie sie vom Schimpansen bekannt sind. Diese Krümmung wird bei Jungtieren in dem Maße stärker, in dem sie ihre Finger beim Klettern benutzen, um sich an Ästen festzuhalten. Die Forscher deuten diese Befunde als Ausdruck davon, dass das „Kind von Dikika“ zwar aufrecht gehen, aber ebenso leicht und häufig seine Arme über Kopf halten, also in Bäumen hangeln konnte. Allerdings scheinen die Ansatzflächen bestimmter Muskelgruppen weniger ausgeprägt zu sein, als bei den heute lebenden Menschenaffen, so dass eine baumbewohnende Lebensweise nicht vorherrschend gewesen sein muss. Die Autoren der Studie weisen aber ausdrücklich darauf hin, dass der Zusammenhang von Körperbau und Verhalten bei den Menschenaffen kaum erforscht ist und man deshalb auch bei der Interpretation von Fossilfunden zurückhaltend sein müsse.
Der Fund ist auch insofern bedeutend, als nun anhand des Kinderskeletts die körperliche Entwicklung der Australopithecinen vom Jugendlichen zum Erwachsenen nachvollzogen werden kann und wie rasch diese Entwicklung bei ihnen voranschritt. So erhoffen sich die Forscher von der Analyse des noch immer im Sandstein verborgenen großen Zeh beispielsweise Erkenntnisse darüber, ob dieser noch als Greifzeh ausgebildet war, sich das Kind also mit Händen und Füßen am Fell der Mutter festklammern konnte. Sollte dies bei Australopithecus afarensis nicht mehr der Fall gewesen sein, könnten aus diesem Befund weit reichende Rückschlüsse auf deren Sozialstruktur gezogen werden.

## Dokumentarfilme
- The Story of Selam: Discovery of the Earliest Child. (Die Entdeckung des «Dikika-Kindes») Auf: youtube.com; zuletzt abgerufen am 5. April 2022.

## Belege
1. ↑  Zeresenay Alemseged et al.: A juvenile early hominin skeleton from Dikika, Ethiopia. In: Nature. Band 443, 2006, S. 296–301, doi:10.1038/nature05047.
2. ↑  an informed guess schrieb der Anthropologe Bernard Wood (George Washington University, Washington) in einem Artikel über „A precious little bundle“. In: Nature. Band 443, 2006, S. 278 f. doi:10.1038/443278a.
3. ↑  Alexander Rack: Synchrotron Mikrotomographie in der Materialwissenschaft. (Institut für Synchrotronstrahlung ISS / ANKA Light Source) (Volltext online).
4. ↑  Max-Planck-Gesellschaft – Christina Beck: Virtueller Blick in alte Knochen – dem Leben unser Urahnen auf der Spur. In: Biomax. Nr. 24, Neuauflage Frühjahr 2021, Abschnitt: Auf den Zahn gefühlt. S. 2, (Volltext.)
5. ↑  Baruch Arensburg et al.: A middle palaeolithic human hyoid bone. In: Nature. Band 338, 1989, S. 758–760, doi:10.1038/338758a0.
6. ↑  Carol V. Warda et al.: Thoracic vertebral count and thoracolumbar transition in Australopithecus afarensis. In: PNAS. Band 114, Nr. 23, 2017, S. 6000–6004, doi:10.1073/pnas.1702229114.
7. ↑  David J. Green und Zeresenay Alemseged: Australopithecus afarensis Scapular Ontogeny, Function, and the Role of Climbing in Human Evolution. In: Science. Band 338, Nr. 6106, 2012, S. 514–517, doi:10.1126/science.1227123.
8. ↑  Jeremy M. DeSilva, Corey M. Gill, Thomas C. Prang, Miriam Antoinette Bredella, Zeresenay Alemseged: A nearly complete foot from Dikika, Ethiopia and its implications for the ontogeny and function of Australopithecus afarensis. In: Science Advances. Band 4, Nr. 7, 2018, eaar7723, doi:10.1126/sciadv.aar7723.
9. ↑  Christopher P. Sloan: Ist dies ‚Lucys‘ Kind? In: National Geographic (deutsche Ausgabe). Dezember 2006, S. 162.